# Wilster
Wilster è un comune tedesco del circondario di Steinburg, nella regione dello Schleswig-Holstein. Ha circa 4 300 abitanti.
Wilster non è ufficialmente parte di nessuno degli Amt del distretto di Steinburg; tuttavia, dal 2005, costituisce una "comunità amministrativa" (Verwaltungsgemeinschaft) con l'Amt Wilster, che pertanto gestisce l'amministrazione della città.